# Forte das Caravelas

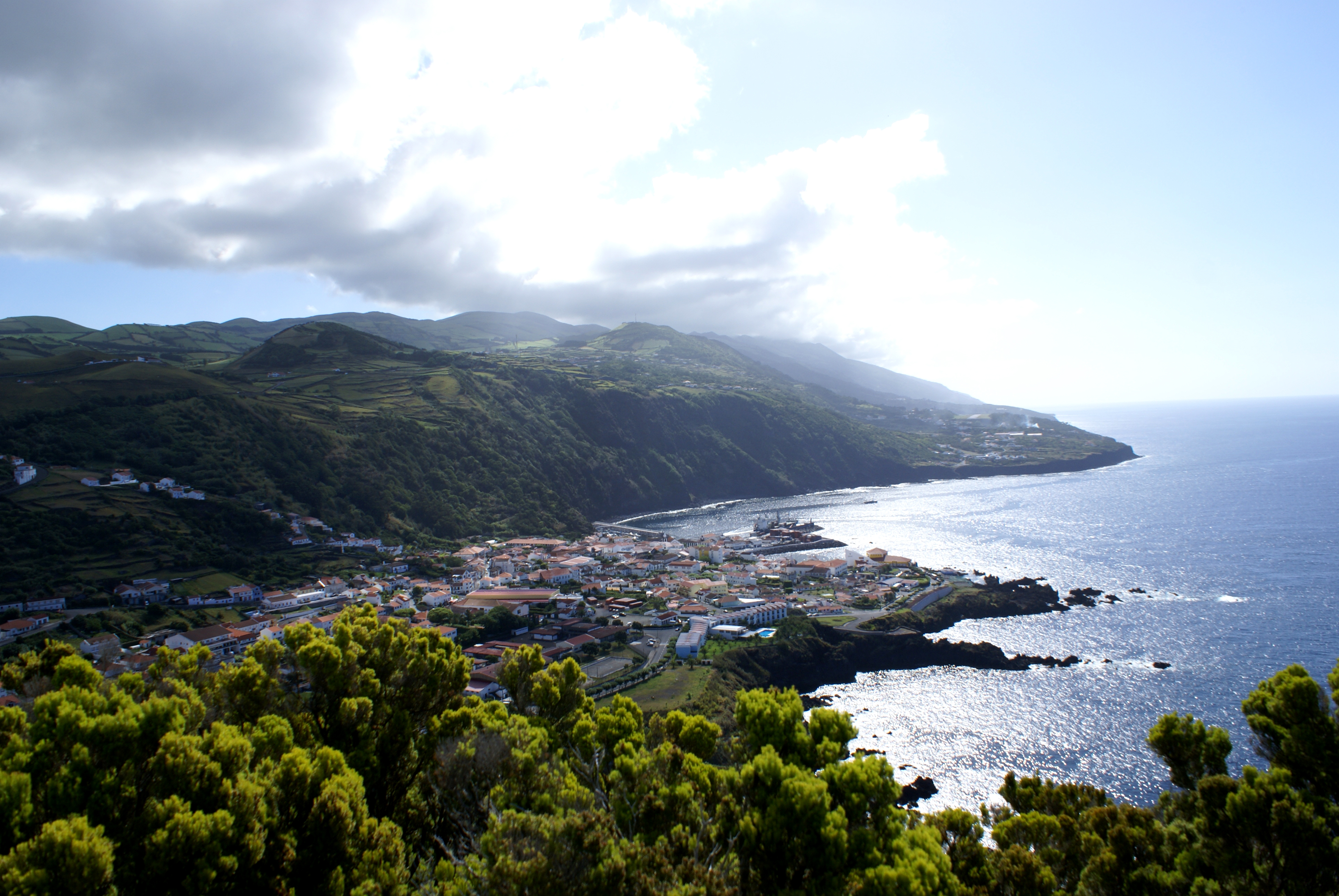
Velas, ilha de São Jorge: vista panorâmica; ao fundo a ponta da Urzelina.

O Forte das Caravelas, também referido como Reduto de São José sobre o Porto, localiza-se na freguesia das Velas, concelho do mesmo nome, na costa sul da ilha de São Jorge, nos Açores.
Em posição dominante sobre este trecho do litoral, constituiu-se em uma fortificação destinada à defesa deste ancoradouro contra os ataques de piratas e corsários, outrora frequentes nesta região do oceano Atlântico. Cruzava fogos com o Forte de Santa Cruz e com o Forte da Queimada.

## História
Foi erguido no contexto da Dinastia Filipina, como reduto integrante da fortificação do cais principal das Velas. A sua traça dever-se-á ao capitão Marcos Fernandes de Teive oficial que, por ordem régia, visitou todas as ilhas do arquipélago na Primavera e Verão de 1618 para projetar e ativar todas as fortificações necessárias, assim como para reorganizar as milícias.
No contexto da Guerra da Sucessão Espanhola (1702-1714) terá sido insuficiente defesa quando do assalto do corsário francês René Duguay-Trouin em 20 de setembro de 1708. Na ocasião, uma força de 200 homens desembarcou e invadiu a vila das Velas onde, diante da deserção dos moradores, reabasteceu-se dos víveres de que necessitava.
Encontra-se referido como "O Reduto de Sam Joseph sobre o Porto." na relação "Fortificações nos Açores existentes em 1710".
Encontra-se inventariado nas Relações Militares.
Atualmente subsistem apenas restos das muralhas da primitiva estrutura.

## Características
Fortificação do tipo abaluartado, contava com três canhoneiras.